# カルロス・カルマー
カルロス・カルマー（Carlos Kalmar, 1958年 - ）は、オーストリア人の家系に生まれたウルグアイの指揮者。

## 人物・来歴
2003年から2021年までオレゴン交響楽団の音楽監督（2021年から桂冠音楽監督）、シカゴのグラントパーク音楽祭の首席指揮者を務める。6歳でヴァイオリンを始め、15歳でウィーン国立音楽大学に入学、カール・エスターライヒャーに指揮を師事した。1984年、ウィーンのハンス・スワロフスキー指揮コンクールで第1位を獲得した。
これまでに、ハンブルク交響楽団、シュトゥットガルト・フィルハーモニック、アンハルト劇場（デッサウ）の音楽監督、トーンキュンストラー管弦楽団、RTVE交響楽団の首席指揮者を歴任した。